# Metaltech: Earthsiege
Metaltech: Earthsiege est un jeu vidéo de simulation de mecha développé par Dynamix et édité par Sierra Entertainment, sorti en 1994 sur DOS.

## Accueil
- Computer Gaming World : 2,5/5[1]